# Nematogobius
Nematogobius is een geslacht van straalvinnige vissen uit de familie van grondels (Gobiidae).

## Soorten
- Nematogobius brachynemus Pfaff, 1933
- Nematogobius maindroni (Sauvage, 1880)